# 110 North Wacker
110 North Wacker, también conocido como Bank of America Tower, es un rascacielos de 57 plantas situado en el 110 del North Wacker Drive en Chicago (Estados Unidos). Fue diseñado por Goettsch Partners, promovido por la Howard Hughes Corporation y Riverside Investment & Development y construido por Clark Construction. En septiembre de 2019 se celebró la ceremonia de coronación y el edificio fue inaugurado oficialmente el 14 de octubre de 2020.
Con una altura de 248,97 m y 57 plantas, es el edificio de oficinas más alto construido en Chicago desde la finalización del Two Prudential Plaza en 1990. Bank of America se ha comprometido a alquilar 50 000 m² de oficinas en el edificio. Perkins Coie también ha firmado un alquiler en el edificio.

## Construcción

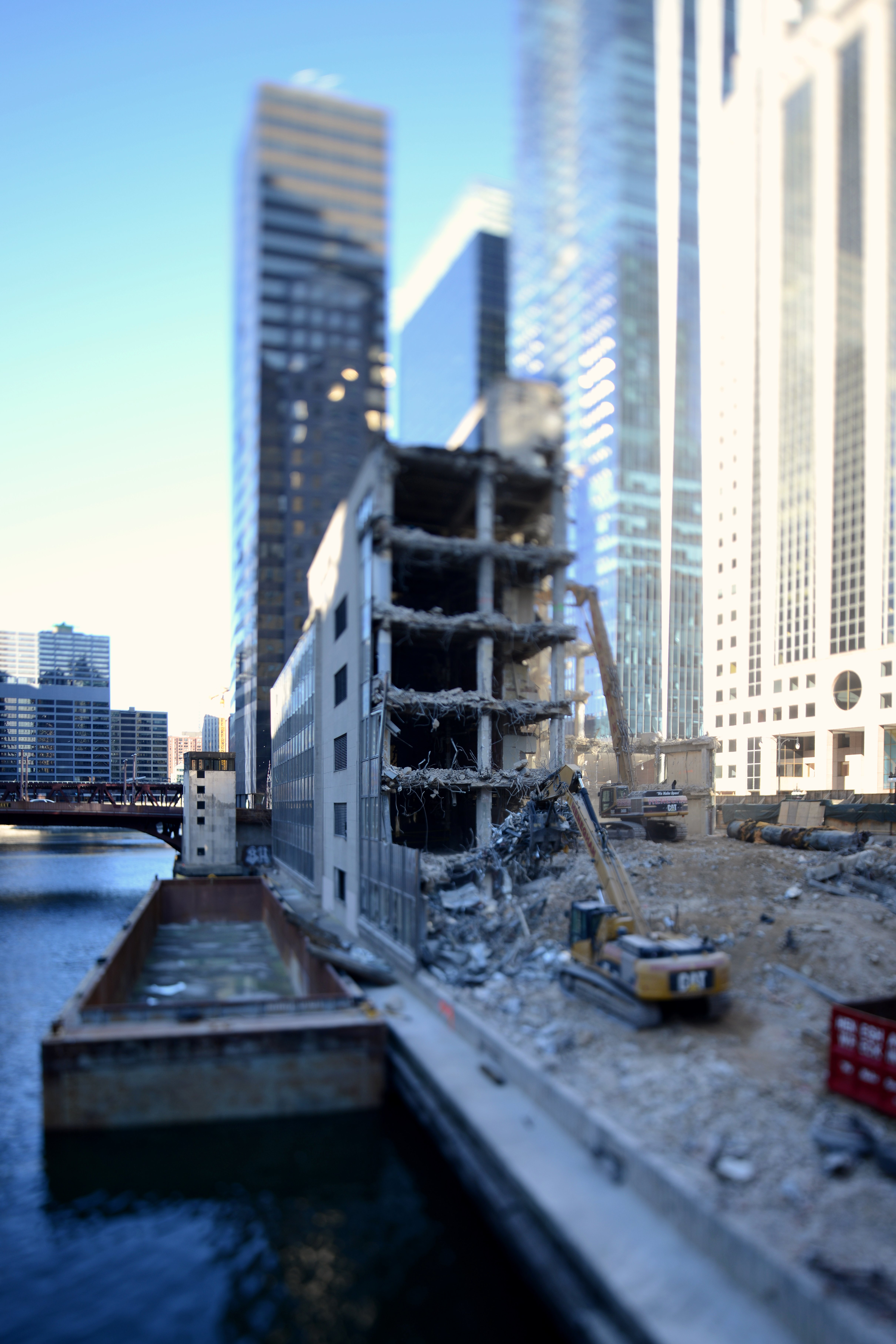
Demolición del edificio de GGP.

La parcela albergó previamente el edificio de GGP, que fue construido en 1958 y sirvió como la sede de Morton Salt hasta 1990, tras lo cual fue la sede de General Growth Properties (GGP) a partir de 1997. La Howard Hughes Corporation y Riverside Investment & Development compraron la parcela en 2014, y a principios de 2017 anunciaron el proyecto de un nuevo edificio, que fue aprobado por la Comisión de Planificación de Chicago en marzo y de nuevo, tras una revisión, en diciembre.
En 2017 GGP acordó dejar estas instalaciones a partir de principios de 2018. Sin embargo, en agosto de 2017, la Agencia de Conservación Histórica de Illinois determinó que el edificio de GGP era apto para ser incluido en el Registro Nacional de Lugares Históricos, lo que hizo que el Cuerpo de Ingenieros del Ejército de los Estados Unidos diera aviso público de que la demolición del edificio podría producir un «efecto adverso» en los alrededores. Esto exigió la apertura de un periodo de consulta pública y podría haber comprometido el futuro del proyecto. Finalmente se decidió que parte de la fachada del edificio de GGP se incorporaría en la base del nuevo edificio, y el edificio de GGP fue demolido a partir de enero de 2018.
Se usaron barcazas con frecuencia en la construcción del nuevo edificio, gran parte de la cual tuvo lugar en los niveles bajos del Wacker Drive, una de las calles con varios niveles de Chicago. Una ordenanza que exigía aire libre para un paseo junto al río habría hecho el proyecto antieconómico si se interpretara literalmente, por lo que se permitió que el edificio sobresaliera 17 m por encima del paseo.

## Venta
El 28 de diciembre de 2021, se anunció que Oak Hill Advisors había comprado el 110 North Wacker a la Howard Hughes Corporation por más de 1000 millones de dólares.